# Distrito de Telenești
El distrito de Telenești es uno de los distritos en el centro de Moldavia. 
Su centro administrativo (Oraș-reședință) es la ciudad de Telenești.

## Localidades
Según el censo de 2014 contaba con una población de 61 144 habitantes distribuidos en las siguientes localidades:
- Bănești
- Brînzenii Noi
- Bogzești
- Brînzenii Noi
- Budăi
- Căzănești
- Chersac
- Chiștelnița
- Chițcanii Noi
- Chițcanii Vechi
- Ciofu
- Ciulucani
- Codrul Nou
- Coropceni
- Crăsnășeni
- Ghiliceni
- Hirișeni
- Inești
- Leușeni
- Mîndrești
- Negureni
- Nucăreni
- Ordășei
- Pistruieni
- Ratuș
- Sărătenii Vechi
- Scorțeni
- Suhuluceni
- Telenești
- Tîrșiței
- Țînțăreni
- Văsieni
- Verejeni
- Zgărdești